# Каменные шары Коста-Рики

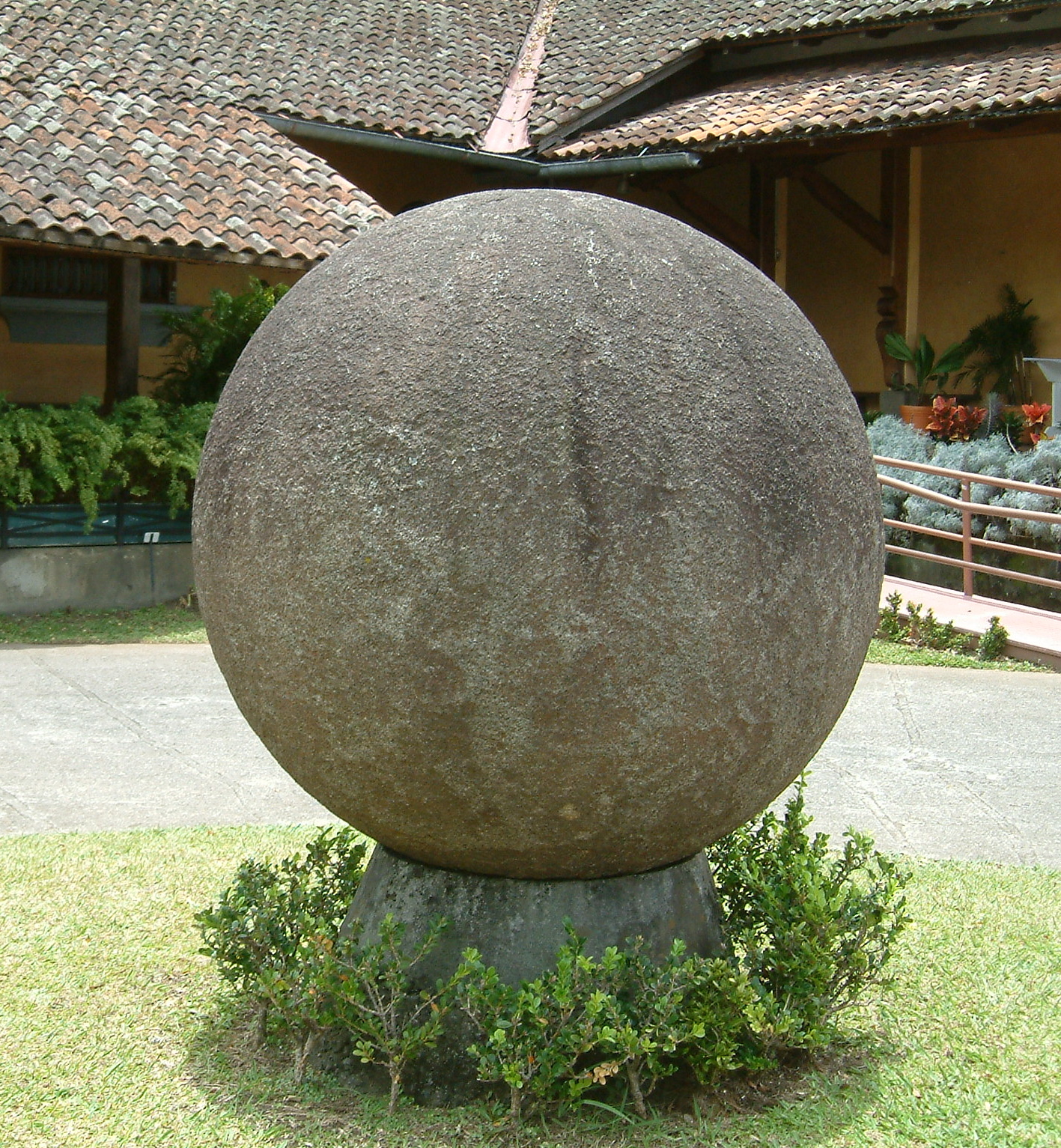
Каменная сфера во дворике Национального музея Коста-Рики.

Ка́менные шары́ Ко́ста-Ри́ки — каменные шары (петросферы), не менее трёх сотен которых сохранилось в устье реки Диквис, на полуострове Никоя и на острове Каньо у тихоокеанского побережья Коста-Рики. Состоят из габбро, известняка либо песчаника. Их размеры разнятся от дюйма в поперечнике до двух метров; самые крупные весят 16 тонн.

## Общие сведения
Первые шары были обнаружены в 1930-х годах рабочими компании United Fruit при расчистке площадей для банановых плантаций. Памятуя о местных поверьях, что внутри камня таится золото, рабочие сверлили их и раскалывали на части. Вандализм удалось остановить благодаря вмешательству руководства компании; дочь директора впоследствии написала монографию о петросферах Коста-Рики.
В 1940-е годы за изучение каменных шаров принялся гарвардский археолог С. К. Лотроп; о них стали появляться статьи в археологических журналах. Для привлечения туристов петросферы стали перевозить из джунглей в музеи и устанавливать на площадях городов. В настоящее время только шесть шаров находятся в местах их первоначального обнаружения; остальные можно увидеть в музеях — как в самой Коста-Рике, так и за её пределами, в частности в Вашингтоне и Кембридже.

## Датировка
Традиционные стратиграфические методы датировки артефактов малоприменимы к каменным шарам, которые неоднократно перемещались с места на место. По находкам древней керамики вблизи вновь открытых петросфер их пытаются приурочить к тем или иным археологическим культурам Центральной Америки. Разлёт датировок при этом составляет от 200 г. до н. э. до 1500 г. н. э., то есть охватывает практически весь период существования доколумбовых цивилизаций.

## Версии назначения и создания
Предназначение и обстоятельства создания петросфер также представляют загадку для учёных. Можно предположить, что это были символы небесных светил либо обозначения границ между землями разных племён. Более точно об этом можно было бы судить, имей учёные полную информацию о местах их первоначального размещения. По другим версиям, камни приобрели шарообразную форму естественным путём в результате действия воды.

## Подобные каменные шары
Аналогичные каменные шары найдены на российском арктическом острове Чамп. Также известны новозеландские валуны Моераки. Подобная крупная конкреция шарообразной формы диаметром 1,5 м обнаружена в Боснии.
При беспристрастном изучении упомянутых выше и аналогичных им объектов они, как правило, оказываются природного происхождения и в большинстве случаев представляют собой крупные конкреции.